# Orbise
L'Orbise ou Orbize est une rivière française du département Saône-et-Loire de la région Bourgogne-Franche-Comté et un affluent de la Corne, elle-même un affluent de la Saône, donc un sous-affluent du Rhône.

## Géographie
D'une longueur de 21,2 kilomètres, l'Orbise prend sa source sur la commune de Châtel-Moron à 440 mètres d'altitude, à proximité du bois de Jambles. Cette source s'appelle source de la Manche.
Il coule globalement du sud-ouest vers le nord-est et après un coude dans la commune de Mellecey redescend du nord-ouest vers le sud-est.
Après avoir pris sa source dans les granits du horst de Châtel-Moron, cette rivière voit sa vallée s'encaisser rapidement, dans une région cristalline[pas clair] et boisée. Puis la vallée s'élargit, dans les roches tendre du trias argileux de Theurey, avant de se resserrer à nouveau dans le lias plus calcaire, sauf à la confluence du ruisseau.
Il conflue avec la Corne sur la commune de Saint-Rémy, à 179 mètres d'altitude.

### Communes et cantons traversés
Dans le seul département de Saône-et-Loire, l'Orbise traverse dix communes et trois cantons :
- dans le sens amont vers aval : Châtel-Moron (source), Jambles, Barizey, Saint-Jean-de-Vaux, Saint-Martin-sous-Montaigu, Mellecey, Dracy-le-Fort, Givry, Châtenoy-le-Royal, Saint-Rémy (confluence).

Soit en termes de cantons, l'Orbise prend source dans le canton de Givry, traverse le canton de Chalon-sur-Saône-Ouest, conflue dans le canton de Chalon-sur-Saône-Sud, le tout dans le seul arrondissement de Chalon-sur-Saône.

### Bassin versant
L'Orbite traverse une seule zone hydrographique « la Corne » (U312) de 313 km2 de superficie. Ce bassin versant est constitué à 58,10 % de « territoires agricoles », à 29,25 % de « forêts et milieux semi-naturels », à 12,61 % de « territoires artificialisés », à 0,02 % de « surfaces en eau ».

## Affluents
L'Orbise a un affluent référencé :
- le ruisseau le Giroux (rg[note 1]) 8,1 km, sur les trois communes de Saint-Martin-sous-Montaigu (source), Mercurey, Mellecey (confluence). Il prend sa source près du château Blaizy, à 314 mètres d'altitude. 46° 49′ 15″ N, 4° 41′ 33″ E

### Rang de Strahler
Son rang de Strahler est donc de deux.

## Histoire, aménagements et écologie

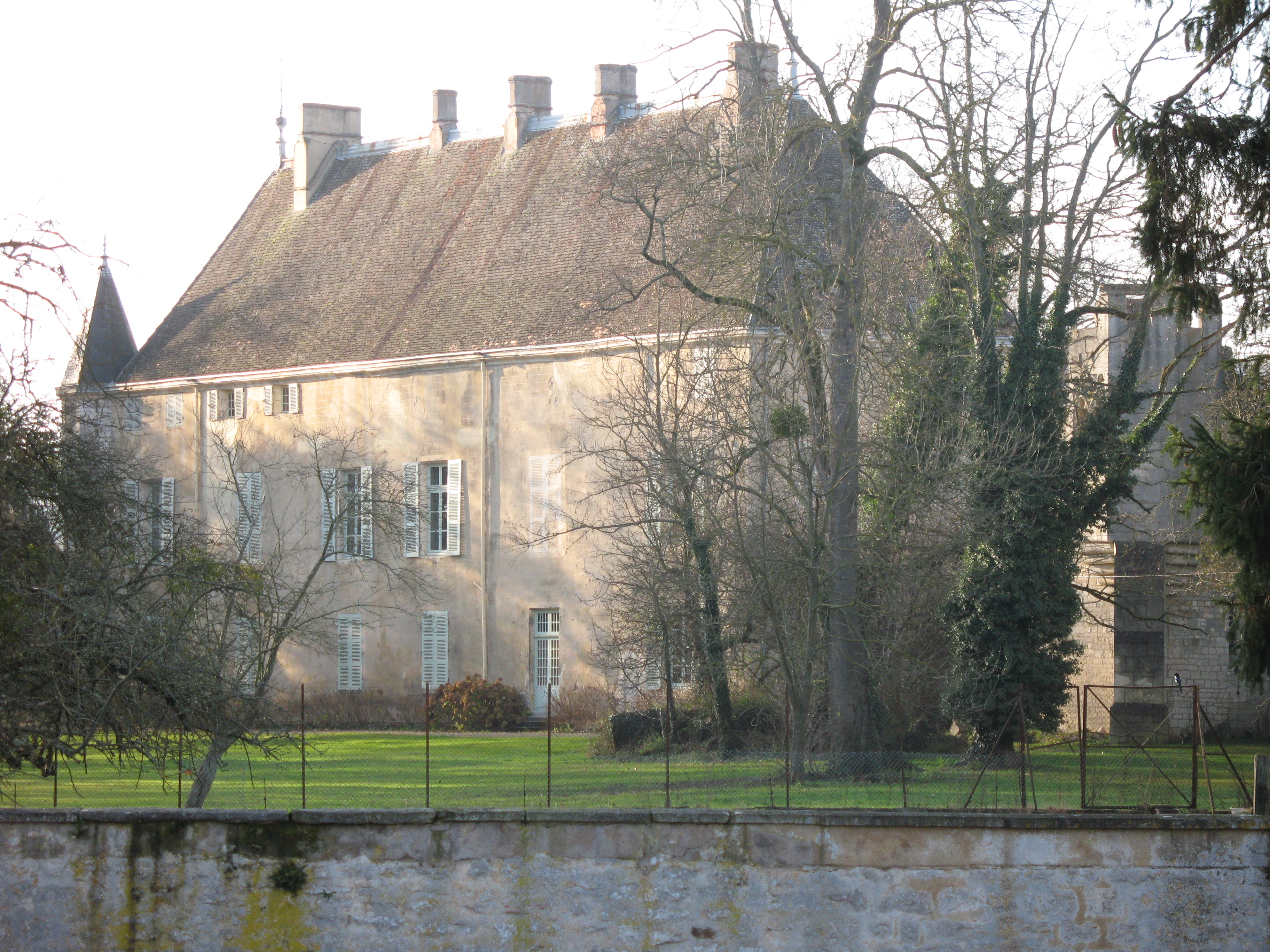
Le château de Germolles, qui fut la propriété des ducs de Bourgogne.

Sur son cours, on voit encore parmi les lieux-dits treize moulins et deux châteaux : Le Moulin Tourneau, le Moulin Baudy, le Moulin Liboureau, le Moulin de Saint-Sulpice, le château de Germolles, le moulin des Buissons, le Moulin Ravenot, le château de Dracy-le-Fort, le Moulin Roussot, le Moulin Madame, le Moulin de la Creuse, le Moulin Patin, le Moulin de Quincampoix, le Moulin de la Perche, et le Moulin Martorez.
Les grottes de la Verpillière, en rive droite à Germolles sur Mellecey, ont été occupées au Paléolithique moyen et au début du Paléolithique supérieur.

## Littérature
La source de l'Orbize est citée comme point de passage (et endroit de forte énergie terrestre) sur le chemin initiatique vers Saint-Jacques-de-Compostelle dans le livre Les étoiles de Compostelle d'Henri Vincenot.

## Galerie photos

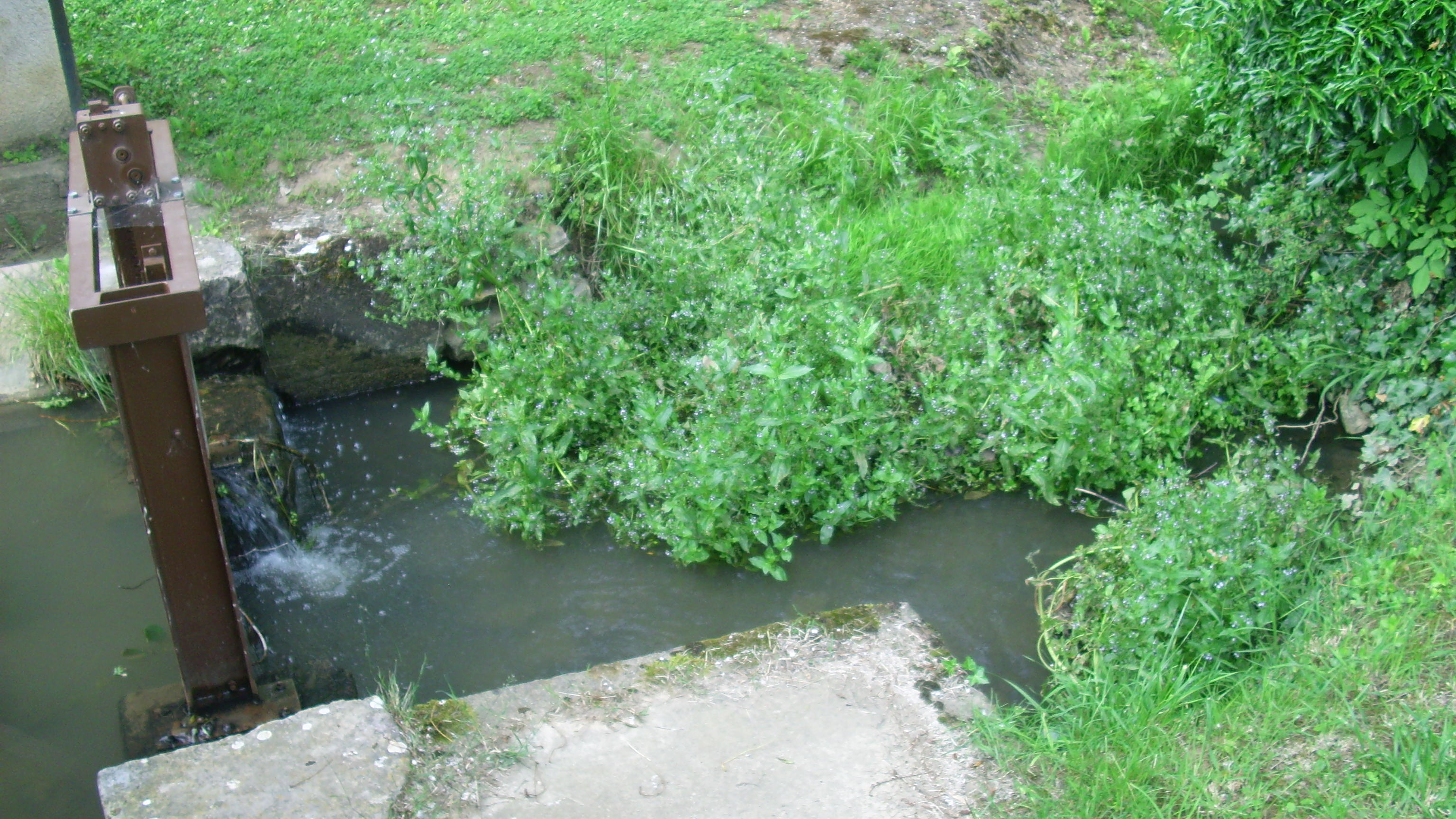
L'Orbise à Givry : le Moulin Madame.
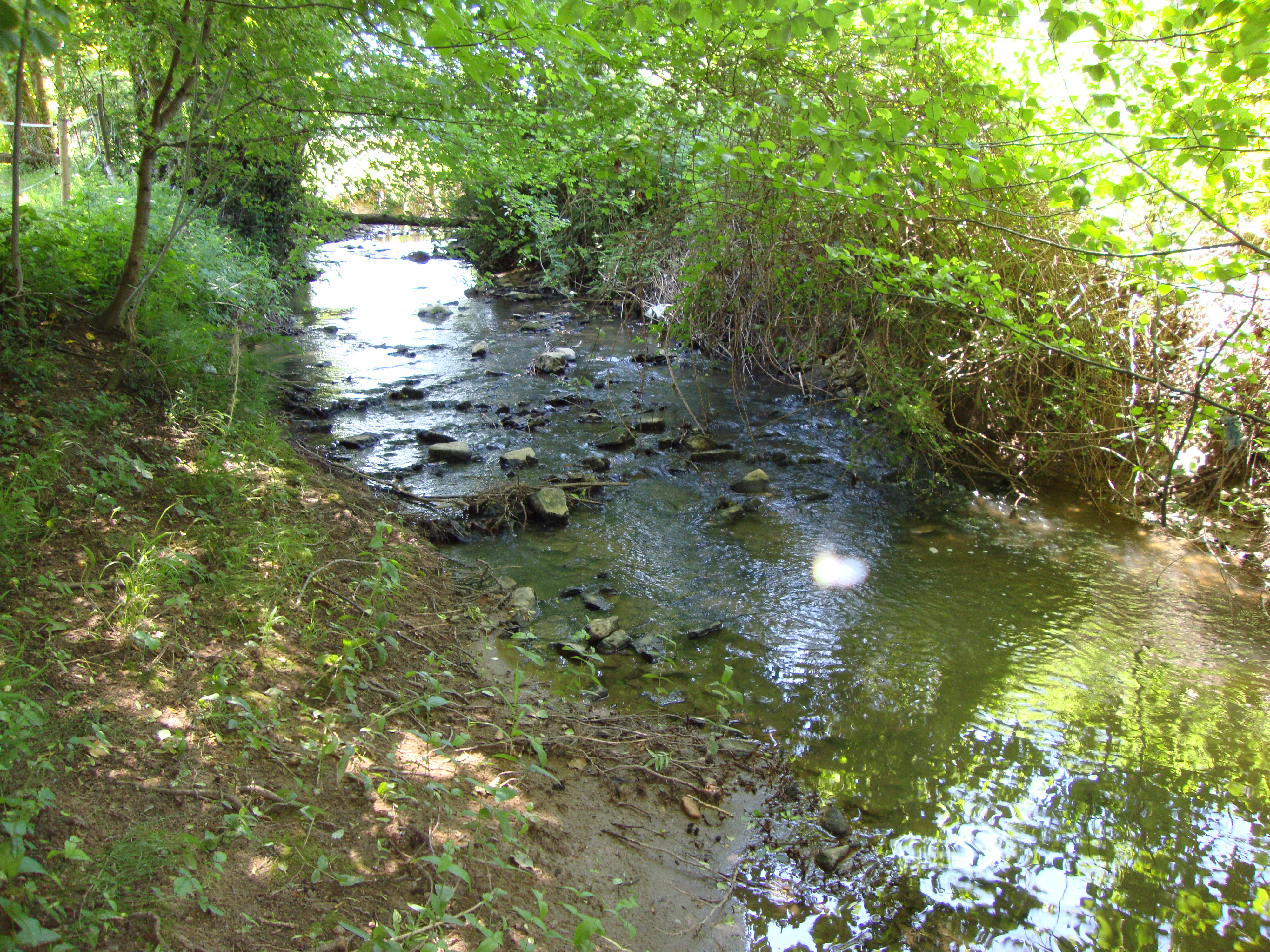
L'Orbise à la passerelle de Saint-Martin-sous-Montaigu.
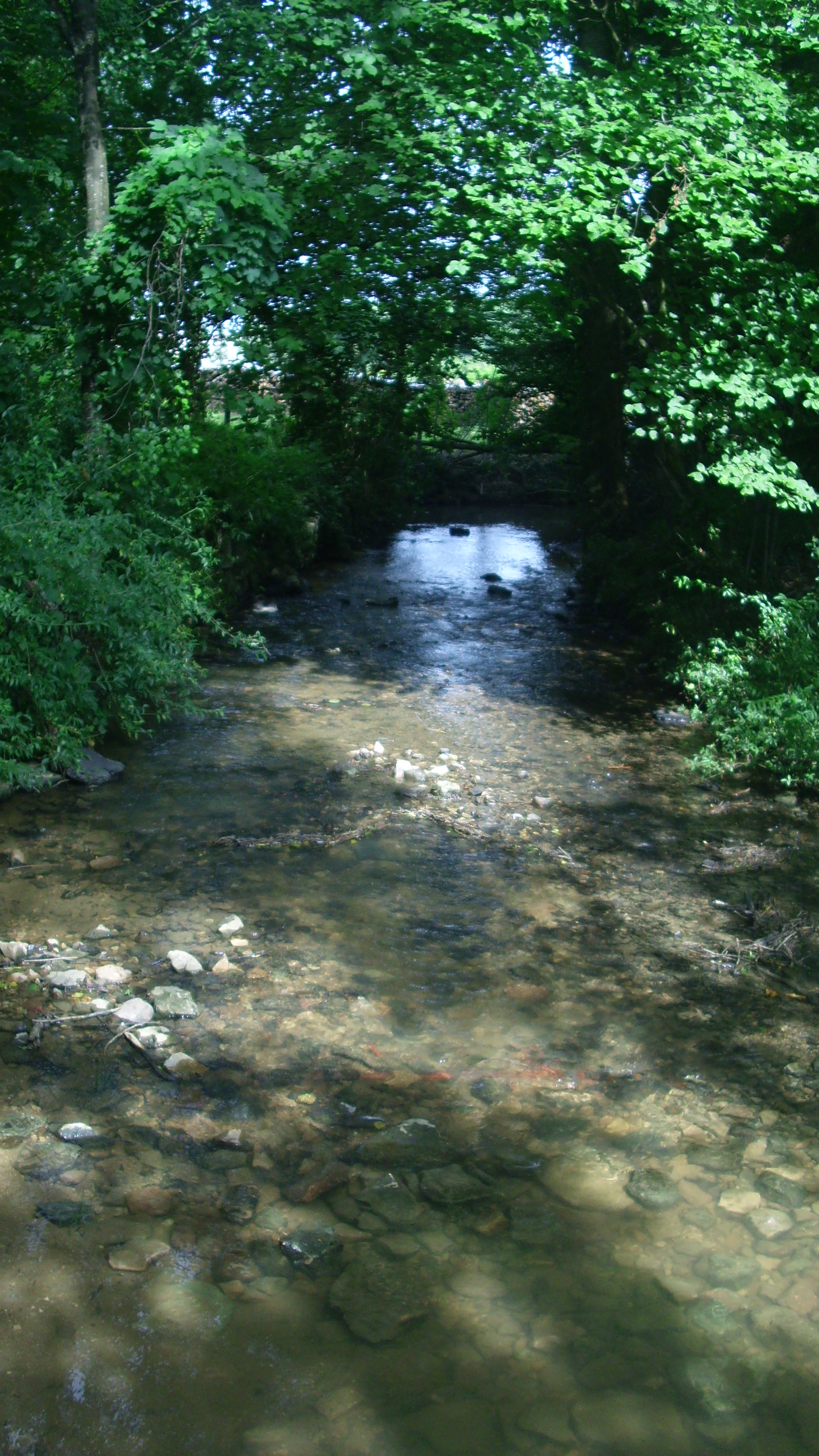
L'Orbize à Mellecey.
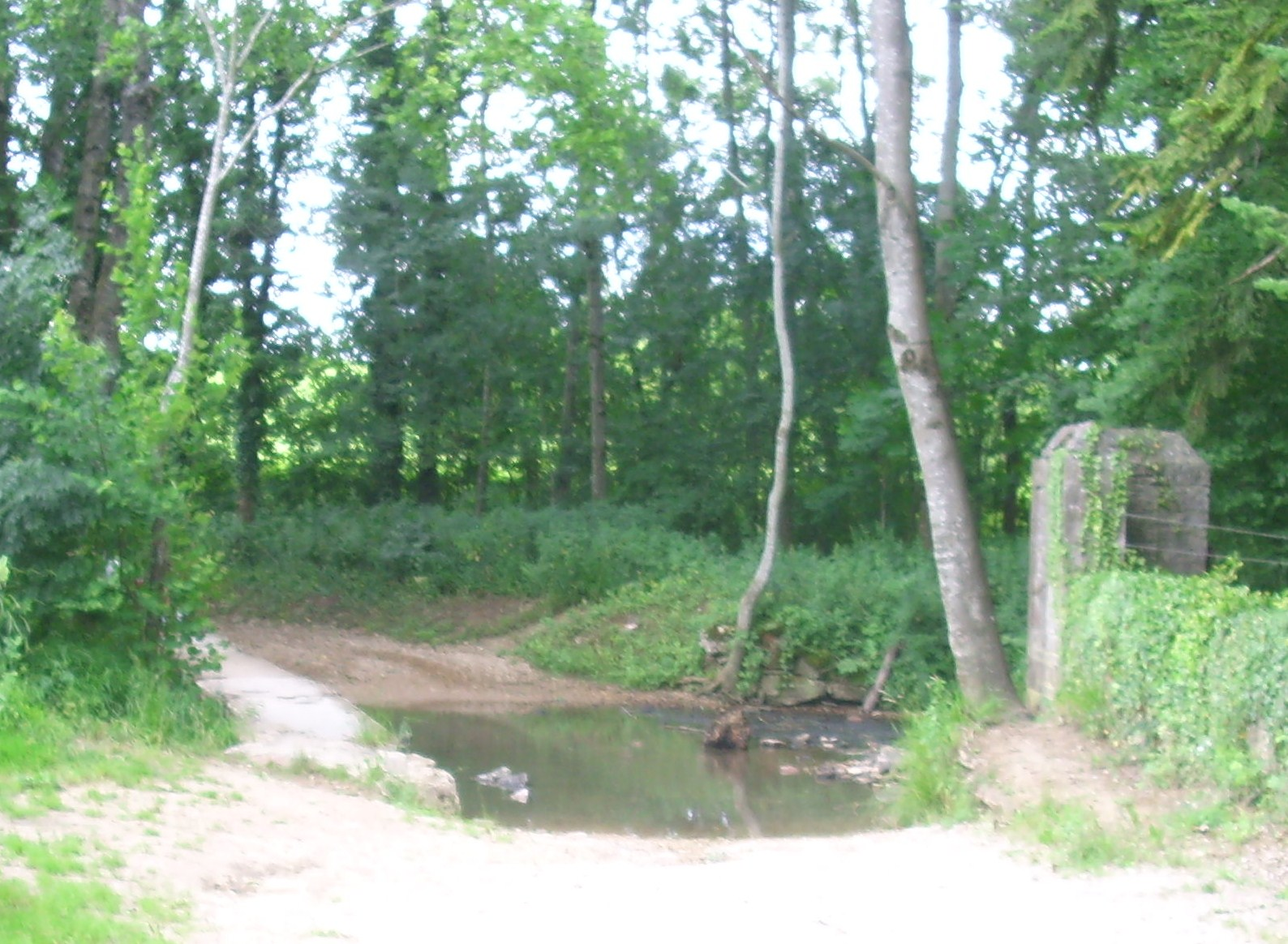
L'Orbize à Mellecey.
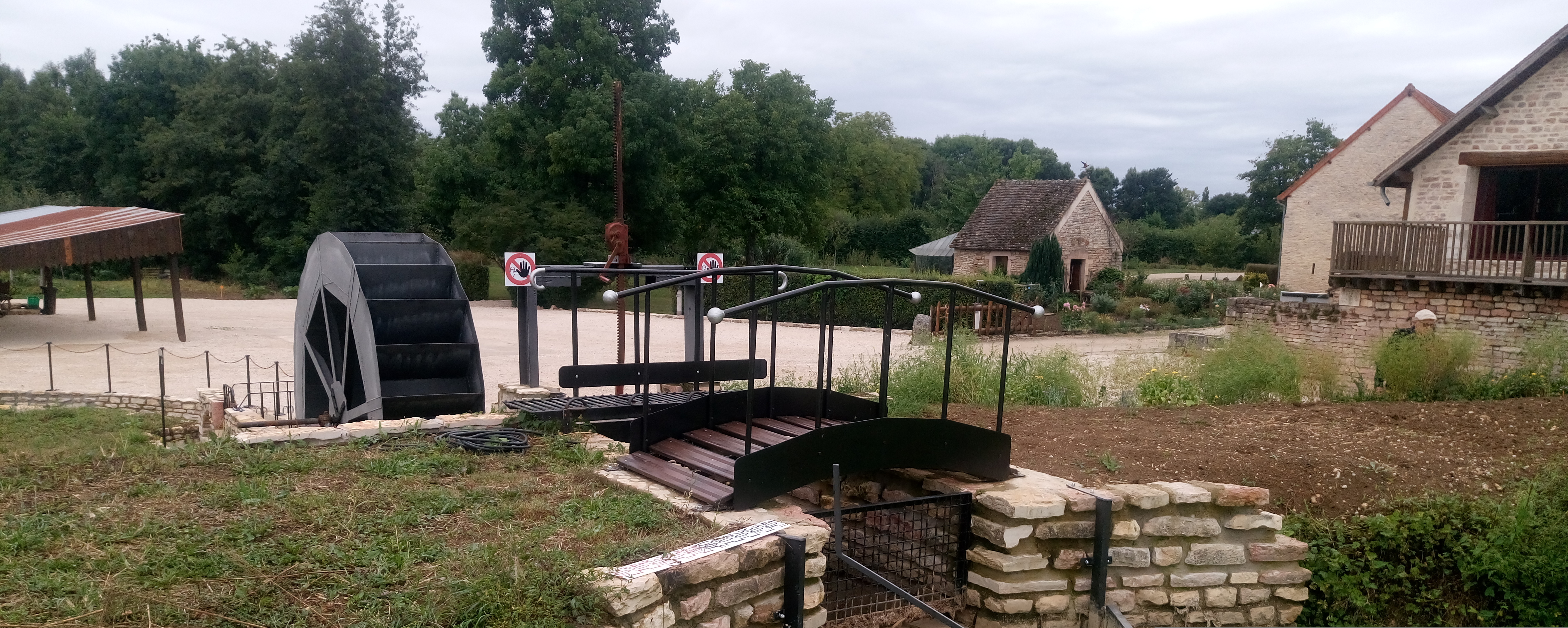
Le Moulin Madame à Givry (prise d'eau)